# Đại Đồng Tiến
Công ty cổ phần Đại Đồng Tiến (Đại Đồng Tiến Corporation), là một trong những công ty trong ngành công nghiệp sản xuất nhựa tại Việt Nam.
Theo VNReport thì đây là doanh nghiệp lớn thứ 350 của Việt Nam trong năm 2016.
Năm 2003: Trên 400 công nhân tại phân xưởng ở Hương lộ 2, huyện Bình Chánh – TPHCM đình công. Ban giám đốc công ty thừa nhận những sai phạm và khắc phục.

## Lịch sử hình thành và phát triển:
Khởi nghiệp là cơ sở của hộ gia đình, chuyên sản xuất bút bi. Đến năm 1983, Đại Đồng Tiến được thành lập dưới hình thức tổ hợp sản xuất nhỏ, sản xuất các sản phẩm gia dụng thiết yếu trong gia đình.
Đến năm 1997, từ Tổ hợp, Đại Đồng Tiến được chuyển đổi thành Công ty TNHH Đại Đồng Tiến là một doanh nghiệp dân doanh được thành lập theo Luật Doanh nghiệp.
Cuối năm 2002: Sản xuất ra dòng hộp thực phẩm an toàn.
Ngày 01tháng 01 năm 2007, Đại Đồng Tiến đã chính thức trở thành công ty cổ phần. Cũng trong năm này Đại Đồng Tiến thay đổi cơ chế quản lý, điều hành mới đã tạo ra sự năng động trong sản xuất, giúp Đại Đồng Tiến tăng trưởng nhanh, trở thành doanh nghiệp lớn nhất trong lĩnh vực sản xuất các mặt hàng nhựa trên cả nước.
Năm 2008, công ty ứng dụng công nghệ Silver Nano vào hộp thực phẩm an toàn.
Năm 2013, công ty Đại Đồng Tiến được Nhà nước trao tặng “Huân Chương Lao động Hạng 2”..
Ngày 05 tháng 02 năm 2015: Nhận giải thưởng “Hàng Việt Nam chất lượng cao”.

## Hoạt động kinh doanh:
Sản phẩm của Đại Đồng Tiến gồm 4 dòng chính: nhựa gia dụng (xô, chậu, bàn ghế, tủ giường, hộp đựng…); nhựa công nghiệp (pallet, thùng sơn, sóng, két); tủ nhựa; hộp đựng thực phẩm và gia công các loại chân tủ lạnh, máy giặt… cho các hãng sản xuất lớn của Nhật Bản.
Ngoài ra sản phẩm của Đại Đồng Tiến cũng đã đạt nhiều chuẩn chất lượng quốc tế, mà gần đây nhất là Tiêu chuẩn ICTI Seal A của Hội đồng Quốc tế về ngành Công nghiệp đồ chơi trẻ em. Đại Đồng Tiến đã xuất khẩu sản phẩm sang nhiều nước lớn ở châu Âu, châu Mỹ và châu Á, với doanh thu xuất khẩu các năm gần đây đạt khoảng 10 triệu USD, chiếm 20% tổng doanh thu.

## Đơn vị trực thuộc
Văn phòng:
Văn phòng chính của công ty cổ phần Đại Đồng Tiến được đặt tại 216 Tân Thành phường 15 Quận 5 thành phố Hồ Chí Minh.
Nhà máy:
- Nhà máy 1: 948 Hương Lộ 2, Bình Trị Đông A, quận Bình Tân, TP.HCM.
- Nhà máy 2: Khu công nghiệp Nhơn Trạch II – Nhơn Phú, huyện Nhơn Trạch.
Chi nhánh:
- Chi nhánh Miền Bắc tại Hà Nội.
- Chi nhánh Miền Trung tại Đà Nẵng.
- Chi nhánh Miền Nam tại Cần Thơ.

## Dịch vụ
Phân phối: mạng lưới phân phối khắp cả nước với:
Hơn 60 nhà phân phối.
Hơn 10 chuỗi siêu thị.
Hơn 3.000 đại lý bán lẻ.
Dịch vụ OEM/ODM: là dịch vụ gia công theo yêu cầu